# 和田貴広
和田 貴広（わだ たかひろ、1971年11月16日 - ）は、日本のレスリング選手。鹿児島県出身。国士舘大学卒業。2001年から日本レスリング協会専任コーチに就任し、2008年、北京オリンピックレスリング全日本代表コーチ。北京オリンピック終了後、母校国士舘大学レスリング部コーチに就任した。

## 経歴
- 1993年 - アジア選手権男子フリースタイル62kg級、2位。
- 1994年 - 広島アジア大会男子フリースタイル62kg級、優勝。
- 1995年 - アジア選手権男子フリースタイル62kg級、3位。
- 1995年 - レスリング世界選手権男子フリースタイル62kg級、2位。
- 1996年 - アトランタオリンピック男子フリースタイル62kg級、4位入賞。
- 2000年 - シドニーオリンピック男子フリースタイル69kg級、12位。